# Kriós
Kriós, en grec moderne : Κριός, est un village du dème d'Orestiáda, district régional de l'Évros, en Macédoine-Orientale-et-Thrace, Grèce. 
La localité appartient au district municipal de Trígono et à la communauté municipale de Díkaia. Selon le recensement de 2021, elle compte 14 habitants.